# Port'Alba
Port'Alba è un'antica porta della città di Napoli, ubicata sul lato sinistro dell'emiciclo di piazza Dante (luogo anticamente detto largo Mercatello). Per la sua mole e la sua architettura è considerata una delle porte seicentesche più belle d'Europa.

## Storia

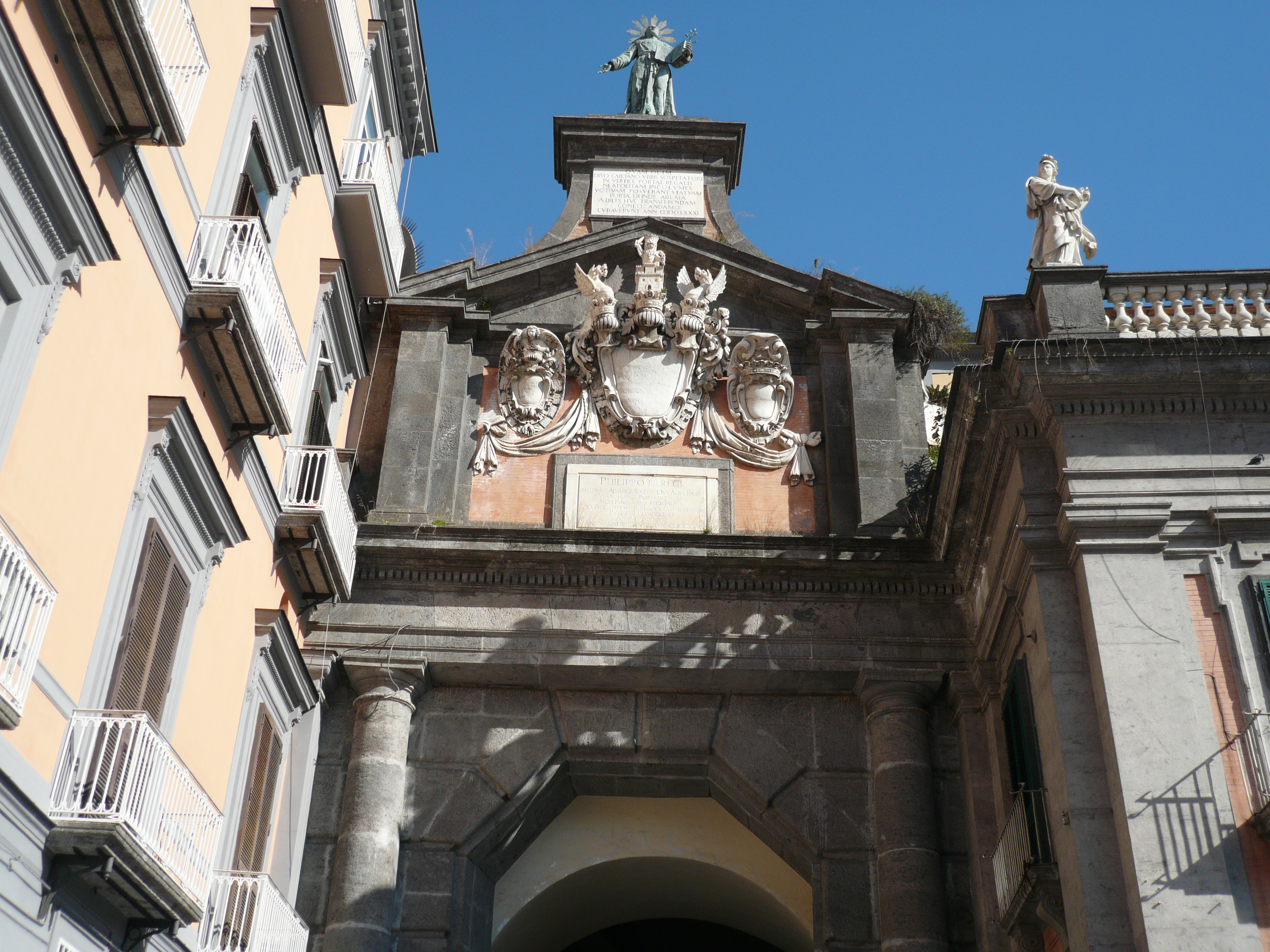
Particolare delle decorazioni della Porta

Port'Alba prende il nome da don Antonio Álvarez de Toledo, duca d'Alba, viceré spagnolo che la fece erigere nel 1625.
La porta fu aperta nell'antica murazione angioina, in sostituzione di un torrione e per agevolare il passaggio della popolazione che aveva praticato per comodità di passaggio da una zona all'altra della città, un'apertura posticcia nel muro.
Fu l'architetto Pompeo Lauria a ricevere la commissione dal Duca d'Alba per la costruzione dell'opera e decise di aprire un passaggio nel torrione che fu chiamato appunto Port'Alba (sebbene ben diverso dalla porta attuale) e fu decorato con tre stemmi: uno di Filippo III, uno della città di Napoli e uno del Viceré.
Nel 1656 il pittore Mattia Preti decorò la porta con alcuni affreschi, con raffigurazioni della Vergine con San Gennaro e San Gaetano e la scena dei moribondi appestati, mentre la collocazione della statua di San Gaetano, proveniente dalla demolita Porta dello Spirito Santo, è del 1781.
Nei pressi di Port'Alba, si sono consumati, nei secoli, diversi fatti di cronaca. Qui, il 26 marzo 1668, fu assassinato Cesare d'Aquino (nato nel 1615), principe di Pietrelcina.
I lavori di rifacimento e di ampliamento che resero la porta così come appare attualmente, furono eseguiti nel 1797 e l'iscrizione che vi fu collocata che menzionava Ferdinando IV di Borbone, fu demolita durante i fatti della Repubblica Napoletana del 1799.

## Port'Alba

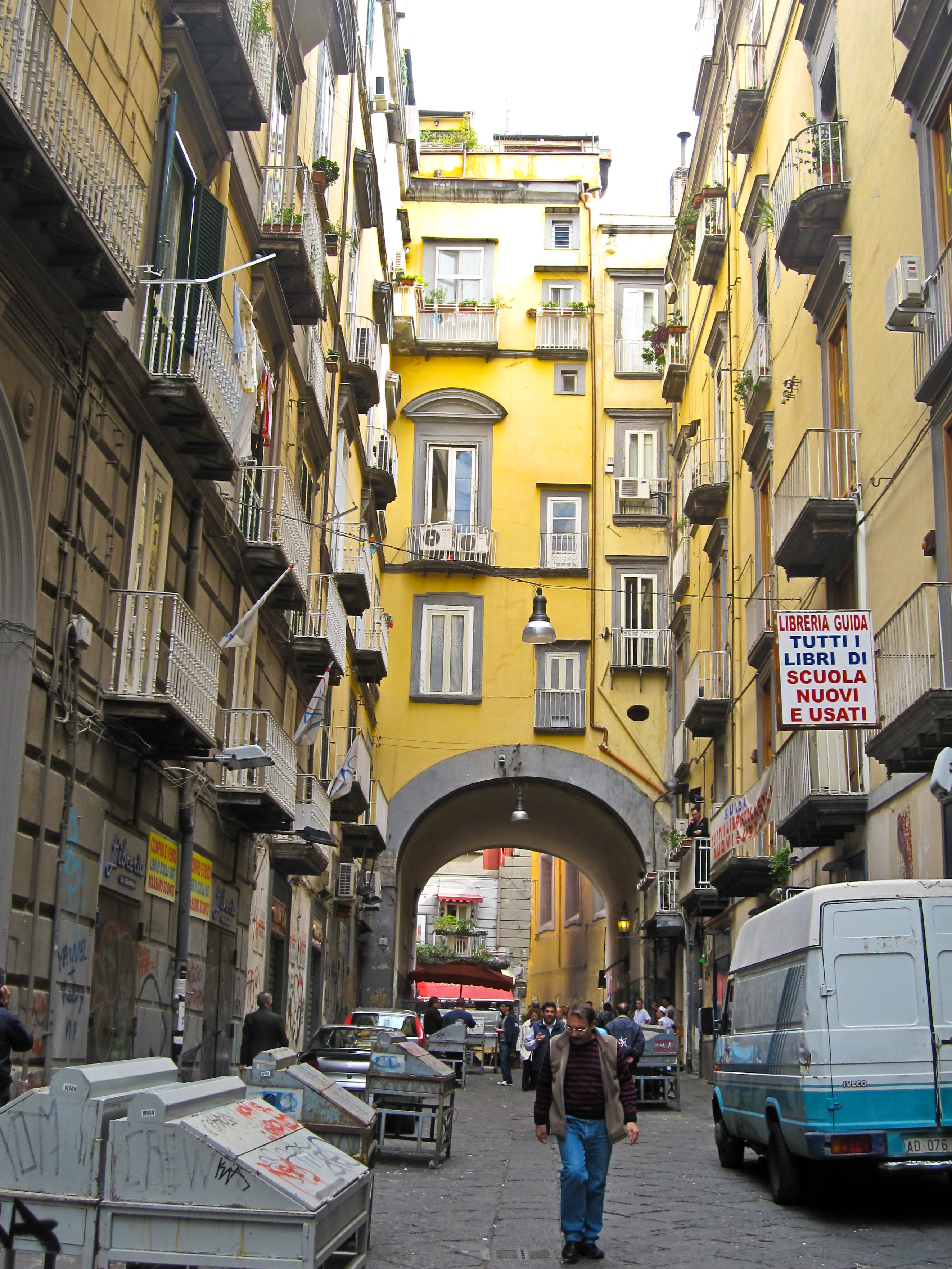
Via Port'Alba, molto conosciuta per il mercato librario che prende luogo in loco

La porta permette l'accesso all'omonima via Port’Alba, conosciuta per le sue numerose librerie e i cui edifici risalgono al Settecento. Entrati dentro l'antica porta, i pochi metri che caratterizzano la via costituiscono il punto iniziale del decumano maggiore e servono a congiungere piazza Dante con piazza Bellini.
A metà strada sorgeva la Libreria Guida dichiarata dal ministero dei beni culturali nel novembre 1983 "bene culturale dello Stato" per l'attività libraria ed editoriale svolta.
All'ingresso della via dal lato posteriore, su piazza Bellini, è posta una targa del 1796 che servì a portare a conoscenza della cittadinanza, che qualora si fossero ancora messi in loco venditori ambulanti, ostruendo il passaggio delle carrozze e dei pedoni, questi sarebbero stati puniti con ammende. La targa recita le seguenti parole:
Li deputati del tribunale della fortificaz. mattonata, ed acqua di questa fedelis. città
il duca di Bagnoli
Vincenzo Spinelli
Giuseppe Serra
Gio Lonardo Mascia.»
Di fronte alla targa, vi è l'Antica Pizzeria Port'Alba sorta nel 1738 e prima nel mondo.
Infine, dall'ingresso su piazza Dante, il primo palazzo a destra ha dato i natali a santa Caterina Volpicelli.